# Die Stunde, die du glücklich bist
Die Stunde, die du glücklich bist ist ein deutsches Filmdrama von 1961 unter der Regie von Rudolf Jugert. Die Hauptrollen sind neben Ruth Leuwerik mit Peter van Eyck, Werner Hinz und Anaid Iplicjian besetzt.

## Handlung
Die Rechtsanwältin Dr. Vera Berg führt eine florierende eigene Kanzlei und lässt sich nicht so leicht von Männern beeindrucken. Als ihr der reiche Unternehmer Bönisch den Hof macht, ist sie zuerst sehr erstaunt ob der Hartnäckigkeit, mit der er um sie wirbt. Bönisch ist nicht nur äußerst erfolgreich im Beruf, sondern auch bei Frauen und hatte bisher ständig wechselnde Freundinnen. Was aber schwerer wiegt, er ist verheiratet. Seit ihrem ersten Zusammentreffen lässt der charmante Mann nicht locker, um Vera näherzukommen. Nach immer wieder erfolglosen Versuchen sucht er Vera eines Abends in ihrem Zuhause auf, um sie zu einem Theaterbesuch zu überreden. Da er eine Erkältung zu haben scheint, kümmert sich Vera um ihn und es entwickelt sich ein aufklärungsreiches Gespräch zwischen beiden. Als jedoch zwei Krankenpfleger auftauchen, da Vera den Krankendienst informiert hatte, findet Bönisch das gar nicht komisch, Vera umso mehr. Bönischs nächster Schritt sieht so aus, dass er Vera ein Angebot macht, in die Rechtsabteilung seiner Firma als Anwältin einzutreten. Vera unterstellt ihm auch hier Hintergedanken. Zu ihrer Überraschung lädt er sie zu sich nach Hause ein, um weiter über die Angelegenheit zu sprechen. Bönischs Frau empfängt Vera abweisend und die Kälte ihres Wesen offenbart sich der Anwältin sofort.
An Veras Geburtstag steht Bönisch wiederum vor ihrer Tür mit einem großen Rosenstrauß und Champagner. Auch an Appetithäppchen hat er gedacht und zusammen essen und trinken sie. Vera hat schnell einen kleinen Schwips und ist sich gar nicht mehr so sicher, ob sie wirklich will, dass Bönisch geht, was er dann zu ihrem Erstaunen aber tut. Als sie ihre Eingangstür öffnet, steht er noch davor und sie zieht ihn zurück in ihre Wohnung, wo es zu einem ersten Kuss kommt. Obwohl Vera sich zuerst noch gegen ihre Gefühle wehrt, erliegt sie ihnen, und Bönisch und sie werden ein Paar. Vera macht es sich nicht leicht, sie fragt sich, ob die Liebe zu Bönisch ihr ein Recht gebe, sich über Konventionen hinwegzusetzen, und trennt sich von ihm. Da sie in der Folgezeit unerreichbar für ihn bleibt, schickt er ihr einen Brillantring, wohl wissend, dass Vera das als Geschmacklosigkeit empfindet, da er in der Vergangenheit seine Liebesverhältnisse stets so beendet hatte. Und Bönisch behält recht, Vera fährt postwendend in seine Firma und wirft ihm empört den Ring zu. Als Bönisch ihr versichert, dass es einzig seine Absicht gewesen sei, dass sie zu ihm komme, und er gewusst habe, dass sie kommen werde, fallen sich beide in die Arme. Bönisch lädt Vera in sein Haus in Portofino ein, wo sie zusammen Urlaub machen wollen. Da sie getrennt anreisen, befindet sich Bönisch bei Veras Ankunft gerade zu einer Untersuchung bei Prof. Sandrini im Krankenhaus, wie sie von der Wirtschafterin Edith erfährt. Von einer starken Anämie ist die Rede. Die unbeschwerten Stunden enden für Vera in dem Moment, als sie Sandrini aufsucht und von ihm erfährt, dass Bönisch an akuter Leukämie leidet, einer Krankheit, die nicht heilbar ist und zum Tod führt. Vera ist fassungslos und wie vor den Kopf geschlagen, dann muss sie auch noch erfahren, dass Bönisch wohl nur noch wenige Wochen bleiben. Zusammen mit dem Arzt ist sie sich einig, dass Bönisch nichts von seinem wirklichen Zustand erfahren darf. Es ist für Vera nicht leicht, ihre tiefe Verstörung vor dem geliebten Mann geheim zu halten. Als er ihr einen Heiratsantrag macht, kann sie die Tränen nicht zurückhalten.
Da Vera sich ihrer Verantwortung bewusst ist, weiht sie in einem nächtlichen Telefongespräch Dr. Maurer, Bönischs Rechtsberater ein. Außerdem versucht sie verzweifelt, Kapazitäten aufzutreiben, die der tödlichen Krankheit doch noch beikommen können. Kurz darauf reist Maurer an, der Bönisch gegenüber so tun muss, als wisse er nichts von dessen Zustand. Als Vera allein mit ihm spricht, meint sie: „Wenn ich etwas von Ihnen erwarte, dann ist es, dass Sie helfen, ihm helfen!“ Bönisch teilt Maurer kurz darauf mit, dass er beabsichtige, sich scheiden zu lassen, um Vera zu heiraten, und dass er insoweit Hilfe von ihm erwarte. Nachdem Maurer mit Prof. Sandrini gesprochen hat, sind Vera und er unterschiedlicher Meinung, was nun geschehen soll. Vera möchte, dass alles geschieht, was Bönisch sich wünscht und ihn glücklich macht, Maurer hingegen hat ganz andere Schwerpunkte. Vor allem ist er der Meinung, dass man Frau Bönisch die tödliche Erkrankung ihres Mannes nicht verheimlichen dürfe. Außerdem will er, dass Maurer zurückkommt, und betont, dass es seine Pflicht sei, das zu tun, was richtig sei. Vera bedeutet ihm, dass er bereits jetzt das Falsche tue. Als Maurer sich verabschiedet, weist Bönisch ihn noch einmal darauf hin, dass er erwarte, dass er sich sofort um die Scheidung kümmere.
Maurer bleibt, wieder zurück in Deutschland, nicht untätig und veranlasst Bönischs Rückkehr nach München. Da es dem Unternehmer von Tag zu Tag schlechter geht, erklärt er sich einverstanden, da man dort die besten Ärzte versammelt habe. Vera muss sich dort von Bönischs Frau sagen lassen, dass sie es nur auf dessen Geld und Ansehen abgesehen habe und dass sie ihr weitere Besuche bei ihrem Mann verbiete. Selbst in seiner Todesstunde verwehrt man ihr den Zutritt zum Krankenzimmer des geliebten Mannes. Als sie zurück in ihrer Praxis ist, erhält sie als letzten Gruß einen Strauß Rosen von Bönisch.

## Produktionsnotizen und Hintergrund
Die Dreharbeiten dauerten vom 19. Juni bis in den August 1961 hinein. Die Außenaufnahmen entstanden in Camogli in der italienischen Provinz Genua, die weiteren Aufnahmen in den Bavaria Film Ateliers Geiselgasteig. Die Filmbauten stammten von Hans Berthel und Johannes Ott. Produktionsfirma war die Bavaria Filmkunst GmbH in München-Geiselgasteig.
Der Film wurde in der FSK-Prüfung am 14. September 1961 unter der Nummer 26186 ab 18 Jahren freigegeben, am 25. Januar 1984 erfolgte unter derselben Nummer die 4. FSK-Prüfung. Die Stunde, die du glücklich bist kam am 29. September 1961 per Massenstart in die deutschen Kinos.
In Die ideale Frau Ruth Leuwerik und das Kino der fünfziger Jahre heißt es zu ihrer Rolle in diesem Film: „So zeittypisch und klischeehaft der Plot angelegt ist, er bricht zum Ende des Films mit einem Rollenstereotyp, als sich Vera gegen alle moralischen Instanzen und Vorurteile entscheidet, an der Seite des verheirateten Mannes zu bleiben, bis zu dessen Tod. Sie nimmt dabei in Kauf, als berechnende Geliebte abgestempelt zu werden.“ Weiter wird ausgeführt, dass Ruth Leuwerik sich in ihrer Rolle, wie schon so oft, dem logischen Denken des Mannes widersetze und das Beste für den Mann wolle, den sie liebe, Maurer hingegen an seine Pflicht denke. Vera zu Maurer: „Sie sind ein Mann, und alles was sie denken, denken Sie wie ein Mann. Sehen Sie denn nicht, dass er glücklich ist!“ Ruth Leuwerik ist in ihrer Rolle die Vermittlerin zwischen Vernunft und Gefühl. Dank ihrer schauspielerischen Überzeugungskraft entfaltet sie die Idee, „sich nicht konform zu verhalten, sondern aufzubegehren gegen die verlogene bürgerliche Moral, auch wenn sie an dieser scheitern muss“.

## Kritik
Das Lexikon des internationalen Films sprach von „rührseligen Wendungen“ und fasste sein Urteil in dem Wort „Edelschnulze“ zusammen.
Das Hamburger Abendblatt kritisierte den Film seinerzeit, indem es die Frage stellte, ob deutschen Filmautoren („Mach dir ein paar frohe Stunden? geh ins Kino!“) nichts anderes einfalle, um das Publikum einmal nach Herzenslust traurig zu stimmen und beantwortete die gestellte Frage sogleich mit: „Offenbar nicht!“ Moniert wurde insbesondere, wie der Film „nach sachkundiger Erläuterung durch den behandelnden Arzt die einzelnen Phasen des Leukämie-Sterbens genußvoll ausbreite, das [sei] von derartig sentimentaler Taktlosigkeit, daß auch eine bessere Darstellung, eine noch bessere Kamera das Thema nicht erträglicher hätten machen können“.